# Neotonchus lutosus
Neotonchus lutosus är en rundmaskart som beskrevs av Christian Wieser och Stephen Donald Hopper 1966. Neotonchus lutosus ingår i släktet Neotonchus och familjen Cyatholaimidae. Inga underarter finns listade i Catalogue of Life.